# Fuchsloch (Kristiánov)
Fuchsloch (v doslovném překladu z němčiny „Liščí díra“ nebo „Liščí doupě“), v českém prostředí obvykle označovaný jako „Liščí bouda“, je roubený dům, který býval součástí někdejší sklářské osady Kristiánov nedaleko Bedřichova v okrese Jablonec nad Nisou v Libereckém kraji. Tento poslední dochovaný dům z jizerskohorského Kristiánova, zapsaný jako kulturní památka v Ústředním seznamu nemovitých kulturních památek České republiky, je od roku 1963 ve správě Muzea skla a bižuterie v Jablonci nad Nisou.

## Geografická poloha

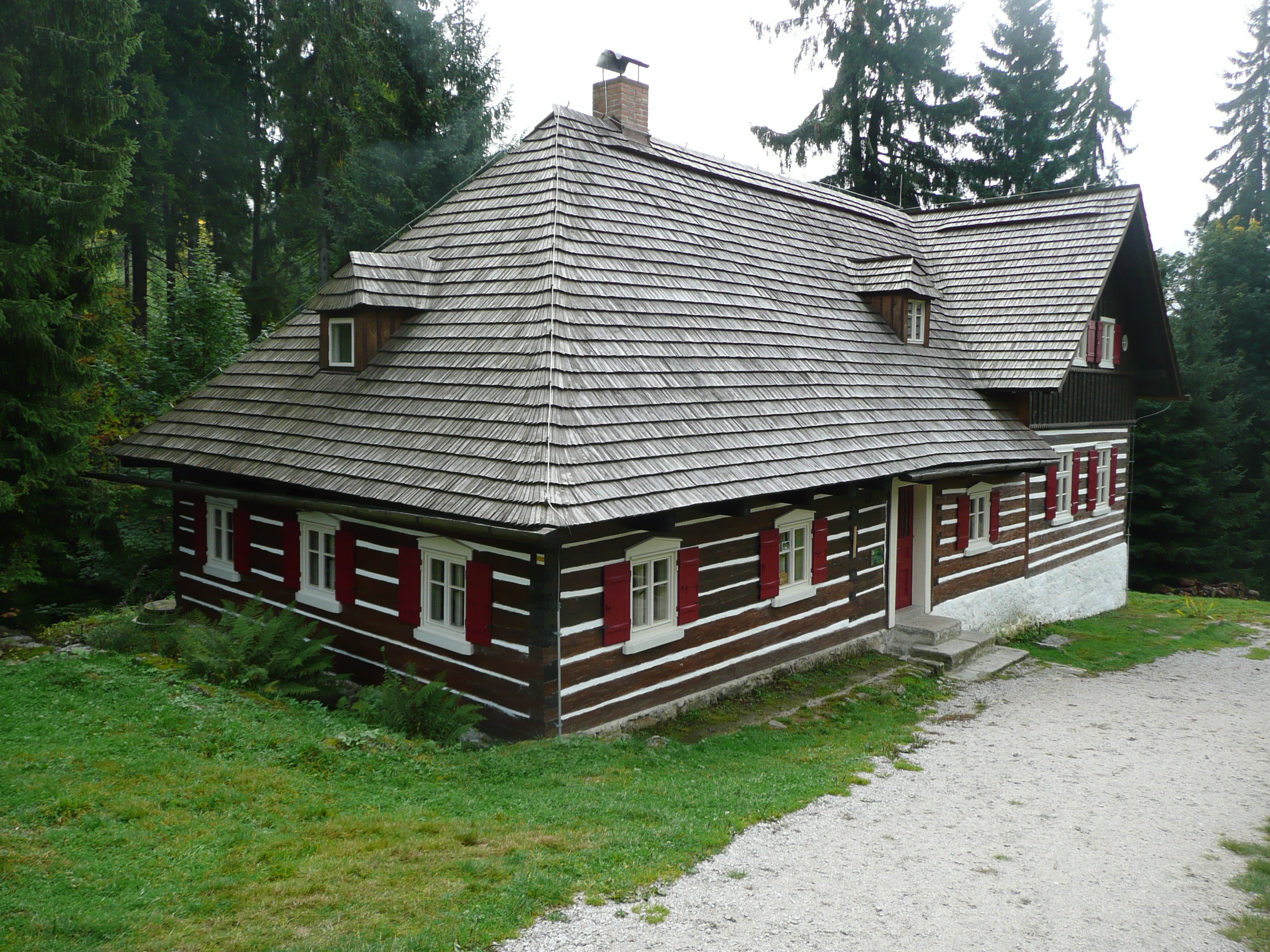
Fuchsloch Kristiánov

Horská sklářská osada Kristiánov stávala v Jizerských horách v nadmořské výšce kolem 800 metrů na jihozápadním úpatí Černé hory (1085 m n. m., starým názvem Černá hora kristiánovská)) v lesích mezi horním tokem Kamenice a jejím levostranným přítokem Malým Kamenickým potokem, pramenícím na svazích Černé hory. Z geomorfologického hlediska toto území náleží do Jizerské hornatiny, která je geomorfologickým podcelkem Jizerských hor.
Roubený objekt Památníku sklářství stojí na pravém břehu Malého Kamenického potoka v místě, které je od toku Kamenice s peřejemi a vodopádem vzdáleno vzdušnou čarou přibližně 250 metrů směrem na východ. Samotná Kamenice pramení na jižních svazích necelé 3 km vzdáleného Holubníku (1071 m n. m.) a několik set metrů pod Kristiánovem napájí vodní nádrž Josefův Důl, která zatopila zdejší údolí po roce 1980.

## Historie
Bývalý zájezdní hostinec Fuchsloch je posledním dochovaným objektem z původní sklářské osady Kristiánov, vybudované huťmistrem Johannem Leopoldem Riedelem severně od Bedřichova mezi roky 1775–1776. Osada, kterou kromě sklářské huti tvořil ještě panský dům, chalupy sklářů, hřbitov a škola, byla pojmenována na počest majitele libereckého panství hraběte Christiana Philippa Clam-Gallase Kristiánov (Christianstal).
Sklářská pec v nové huti byla poprvé roztopena 6. ledna 1776, první sklo zde bylo utaveno o 11 dní později. Výrobu užitkového skla později v převážné míře nahradila produkce skleněných polotovarů, určených pro výrobu bižuterie. V průběhu 19. století výroba postupně upadala a když v roce 1887 sklárna vyhořela, nebyla pak již obnovena. Panský dům, který vlastnil od roku 1890 hrabě Franz Clam-Gallas, se v roce 1929 stal majetkem Klubu československých turistů. Bývalý panský dům vyhořel a zanikl v říjnu roku 1938 krátce poté, kdy jej zabrala československá armáda. Jediným pozůstatkem sklářské osady z 18. století, který se dochoval do pozdější doby, tak zůstal roubený dům skláře Fuchse. (Dům, který sloužil jako místní hostinec, dostal jméno Fuchsloch podle svého někdejšího majitele.)
Na základě dohody o převodu správy národního majetku z dubna roku 1963 dům převzal Československý stát, který jej následně předal do správy Muzea skla a bižuterie v Jablonci nad Nisou. Muzeum budovu opravilo a v roce 1964 zde otevřelo Památník sklářství. Další opravy domu proběhly v letech 1987–1988 a v roce 2016 byla provedena celková rekonstrukce historického objektu. V rámci architektonické soutěže Stavba roku 2017 získala tato rekonstrukce bývalého Fuchslochu v kategorii rekonstrukcí staveb, památkových objektů a brownfields Cenu Karla Hubáčka.

## Popis
Dům na adrese Bedřichov čp. 52 je roubené přízemní stavení s půdorysem ve tvaru písmene „T“. Stavba má svisle bedněný dřevěný štít, střechy jsou sedlová a valbová. V interiéru budovy je umístěna stálá expozice „Sklářská osada Kristiánov“, která he přístupná veřejnosti během letní turistické sezóny. Součástí expozice je trojrozměrný model s detailním vyobrazením zaniklých budov, které kdysi tvořily horskou osadu Kristiánov. Tento model, který je ústředním exponátem kristiánovského Památníku sklářství, je dílem Františka Ulbricha z Kokonína u Jablonce nad Nisou. Součástí expozice je také prezentace typických výrobků zdejší sklárny. V přízemí bývalého hostince Fuchsloch je malé informační centrum a nabídka občerstvení pro návštěvníky muzea.
Pouhých zhruba 100 metrů severně od bývalého Fuchslochu se nachází malý lesní hřbitůvek, který je rovněž pozůstatkem sklářské osady Kristiánov z 18. století. Na ploše o rozměrech přibližně 20 x 30 metrů se nacházejí hroby místních sklářů, včetně hrobů příslušníků rodiny majitele sklárny Riedela, a také hroby lesního personálu ze zdejšího Clam-Galasovského panství. Kristiánovský lesní hřbitov je rovněž zapsán jako kulturní památka v Ústředním seznamu nemovitých kulturních památek České republiky.

## Galerie

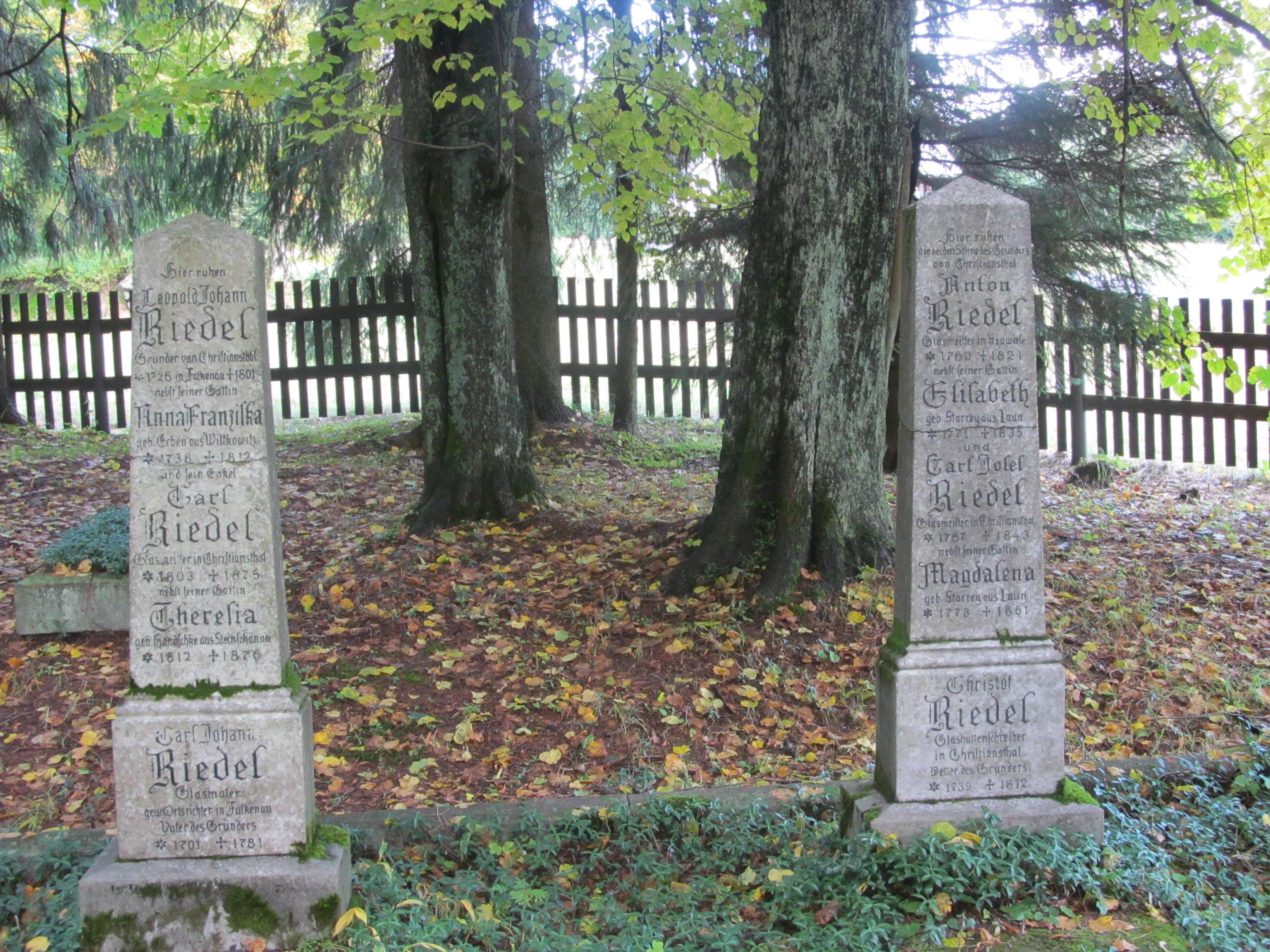
Hroby rodiny Riedelovy na lesním hřbitově
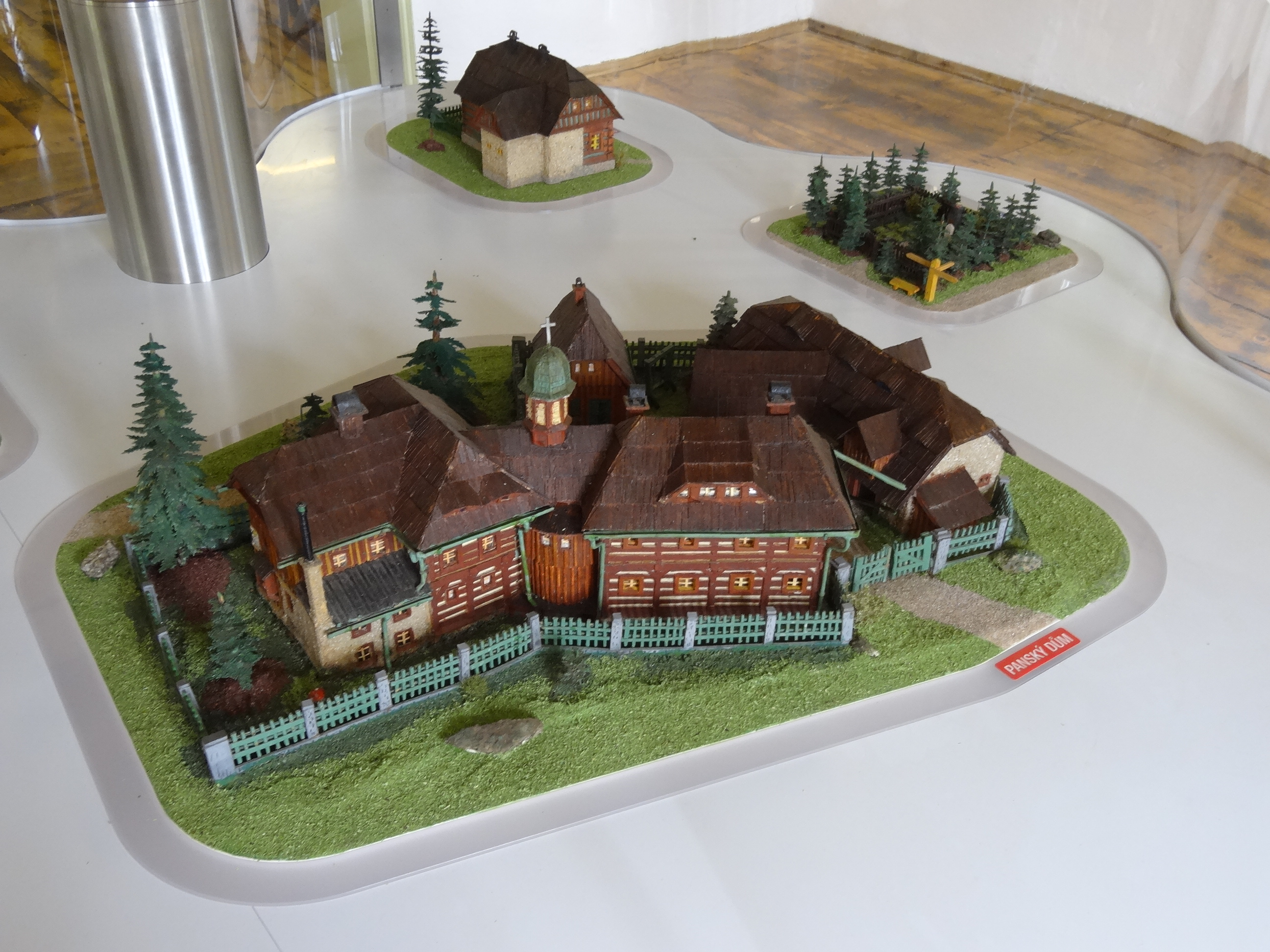
Model panského domu a hřbitova v Kristiánově
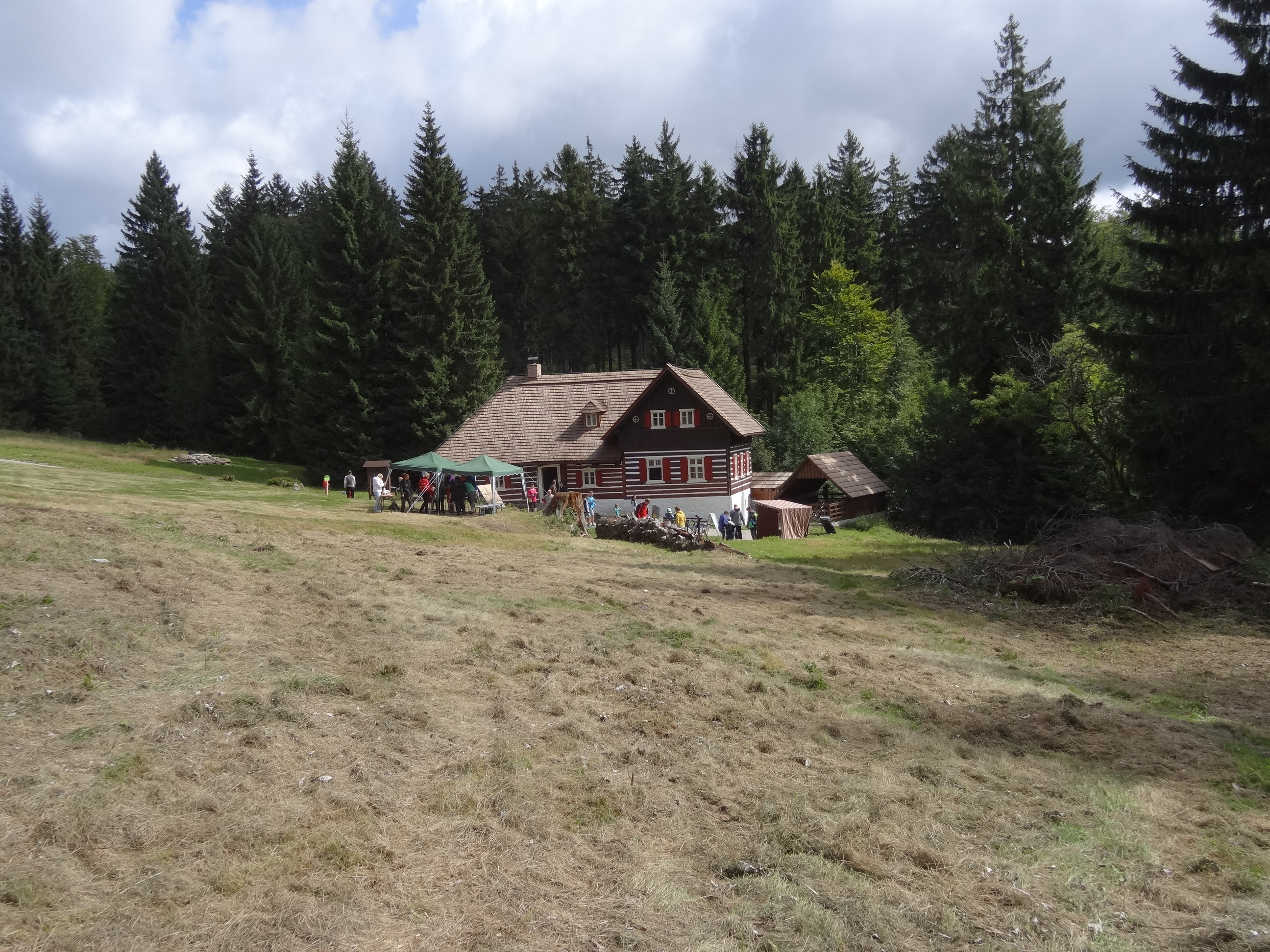
Památník sklářství během návštěvnické sezóny
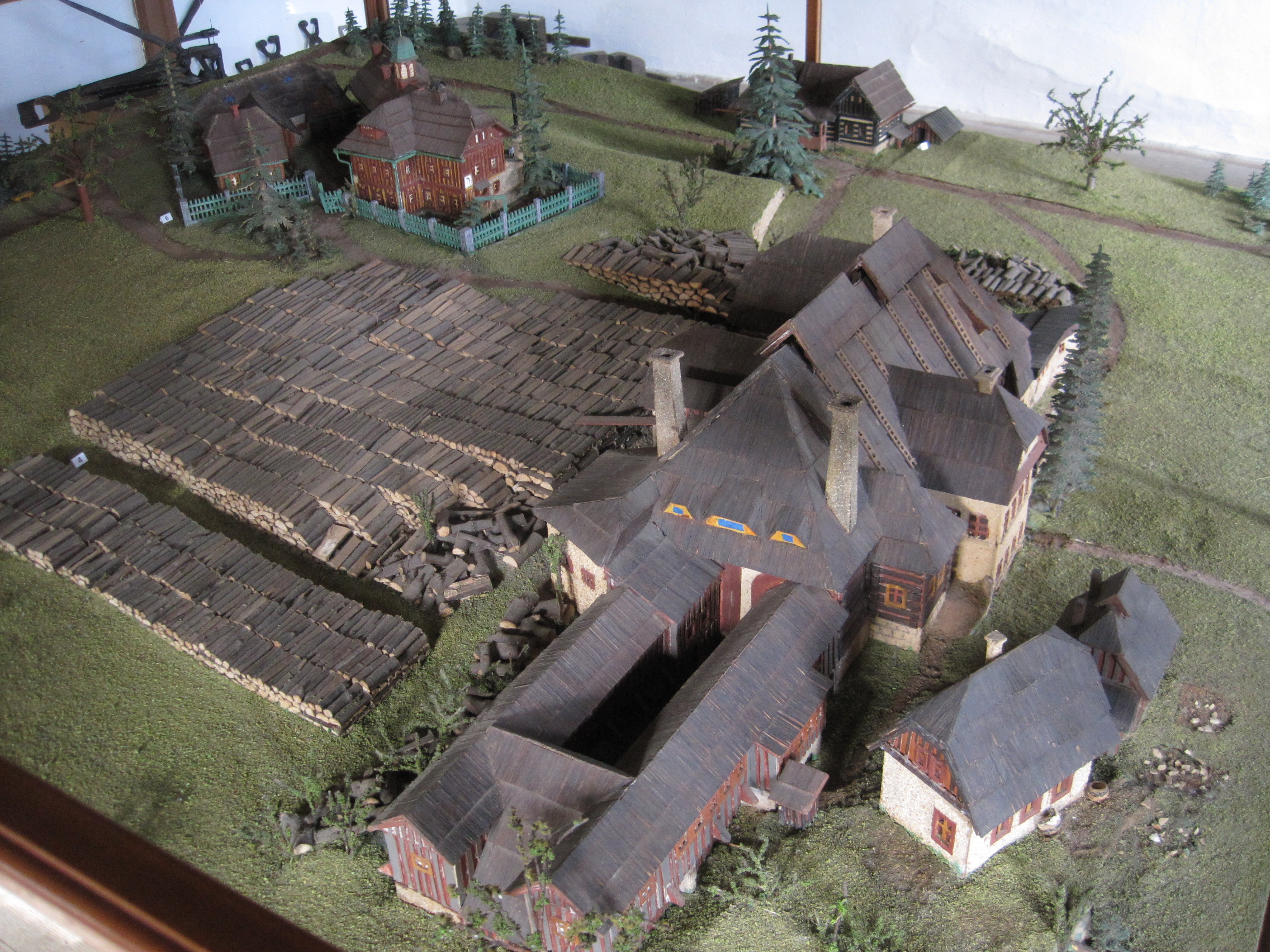
Model kristiánovské sklárny v expozici muzea
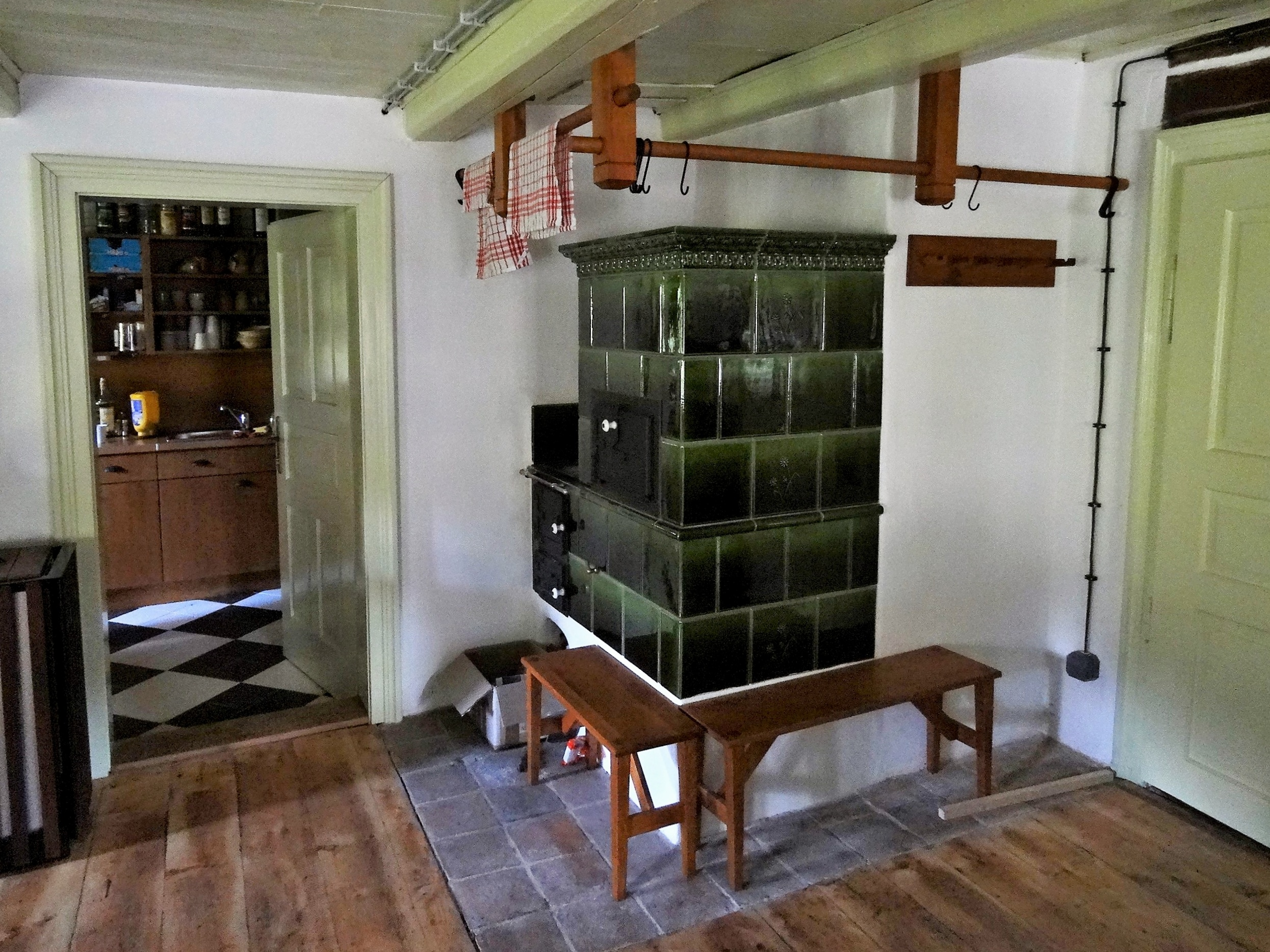
Interiér v přízemí bývalého hostince Fuchsloch